# Grafrath
Grafrath este o comună din landul Bavaria, Germania.